# تیم ملی بسکتبال امارات متحده عربی
تیم ملی بسکتبال امارات متحده عربی نماینده امارات متحده عربی در مسابقات بین‌المللی بسکتبال است. این تیم بالاترین سطح بسکتبال در کشور امارات متحده عربی نیز هست. این تیم از سال ۱۹۷۶ به فیبا پیوست.